# Бранислав Зубовић
Бранислав Зубовић (Тузла, 21. март 1976) српски је песник.

## Биографија
Дипломирао је на Катедри за српску књижевност и језик на Филозофском факултету у Новом Саду.
Запослен је у Народној библиотеци „Данило Киш” у Врбасу као уредник књижевног програма и издавачке делатности. Од 2008. године је секретар Фестивала поезије младих. (Једна од наших најстаријих и најугледнијих манифестација за младе песнике, која је основана 1968. године под називом Југословенски фестивал поезије младих).
Био је члан жирија Југословенског фестивала поезије младих, Награде „Станко Симићевић” и Награде за најбољу књигу коју додељује Народна библиотеке Србије. Тренутно је председник жирија за доделу књижевне награде Лука Милованов Георгијевић у Сребреници и награде „Бајо Џаковић” за најбољу књигу Међународног фестивала поезије „Српско перо” у Јагодини. Члан је Управног одбора Друштва књижевника Војводине.
Уз песнике Ђорђа Сладоја, Небојшу Деветака, Благоја Баковића и Мирослава Алексића један је од оснивача Часописа за књижевност „Траг”, чији је главни и одговорни уредник од 2017. године.
Члан је Друштва књижевника Војводине, Удружења књижевника Србије и Удружења књижевника Републике Српске. Поезију и књижевну критику објављује у периодици.
O поезији Бранислава Зубовића су писали: Бранко Милановић (академик), Перо Зубац, Ђорђо Сладоје, Милан Ненадић, Небојша Деветак, Милета Аћимовић Ивков, Саша Радојчић, Давид Кецман Дако, Горан Лабудовић Шарло, Иван Лаловић, Срђан Орсић, Чедомир Љубичић, Рајко Лукач, Милица Миленковић, Ранко Павловић, Ранко Рисојевић, Александар Лаковић, Милосав Буца Мирковић, Љиљана Лукић, Растко Лончар и други.
Учесник је значајних песничких манифестација у Србији, Републици Српској, Црној Гори, Румунији и Мађарској: Дани преображења Срба у Румунији, Темишвар-Базјаш; Дани српске културе у Мађарској, Будимпешта-Сентандреја; Чучкови књижевни сусрети, Хан Пијесак; 56. Кочићев збор, Бања Лука; Пјесничка ријеч на извору Пиве, Плужине; Бранково коло, Сремски Карловци; 51. Ратковићеве вечери поезије, Бијело Поље; Јефимијини дани, Трстеник; Међународни новосадски књижевни фестивал, Нови Сад, Међународни никшићки фестивал књиге „Аутор на корзору”, Никшић, Његошеве вечери поезије, Београд...
Превођен на руски, енглески, пољски и словеначки језик.
Живи у Новом Саду.

## Дела
Бранислав Зубовић је објавио књиге песама:
- „Руком од ветра тишом“, (Ипа СЛОВО, Врбас, 2000)
- „Велики бол“, (Народна књига, Београд, 2004)
- „Опште прилике“, (Народна библиотека „Данило Киш“, Врбас, 2011)
- „Носталгија будућности: изабране и нове песме“, (Граматик, Београд, 2013)
- „Тремор“, (Удружење књижевника Србије, Београд, 2020)
- „Ни за јоту”, (Јавна библиотека „Данило Киш,” Врбас : Граматик, Београд, 2025)

## Награде
- Награда „Раваничанин”, за изузетан допринос развоју и очувању српске духовности и културе, Параћин, 2019.[5]
- Награда „Бајо Џаковић”, за књигу песама Тремор, Јагодина, 2020.[6]
- Награда „Печат вароши сремскокарловачке”, за књигу песама Тремор, 2021.[7]
- Награда „Миодраг Ћупић”, за књигу песама Тремор, 2021.[8][9][10]
- Награда Друштва књижевника Војводине за књигу године, за књигу песама Тремор, 2021.
- Благодарје, Удружење књижевника Србије, 2024.
- Симо Матавуљ, за вишегодишња запажена достигнућа у области српске књижевности Удружење књижевника Србије, 2025.

## Заступљеност у антологијама
- Небојша Деветак: „Друмови су наша отаџбина”, (Завод за уџбеника и наставна средства, Српско Сарајево, 2006)
- Небојша Деветак:„Знам да нас има”, (Културни центар Врбаса, Врбас, 2008)
- Ненад Грујичић: „Антологија српске поезије 1847-2000”, (Бранково коло, Сремски Карловци, 2012)
- Радомир Андрић: „Винопев”, (Просвета, Београд, 2012)
- Данило Јокановић: „Најлепше песме о вину”, (Граматик, Београд, 2012)
- Дејан Богојевић: „Гласници невиђеног”, (БАИ, Ваљево, 2013)
- Слободан Б. Ђуровић: „Крик песника из сенке”, (КК „Иво Андрић”, Земун, 2013)
- Ненад Грујичић: „Прогнани Орфеји”, (Бранково коло, Сремски Карловци, 2015)
- Миодраг Раичевић / Данило Јокановић: „Антологија српске боемске поезије”, (Невен : Феникс Либрис, Земун, 2015)
- Данило Јокановић: „Најлепше љубавне песме српскога језика”, (Граматик, Београд, 2016)
- Зоран Ђерић: „И, тако, без дома”, (Графомаркетинг, Нови Сад, 2017)
- Андреа Беата Бицок: „Антологија новије српске поезије”, (Граматик, Београд, 2018)
- Миљурко Вукадиновић / Видак Масловарић / Раденко Бјелановић: „Фигуре у тексту - градови у фокусу: Антологија српских песника рођених у периоду 1946-1996”, (УК „Кораци”, Крагујевац, 2020)
- Зоран Ђерић: „Песници Новог Сада”, (ДНК, Нови Сад, 2020)
- Зоран Ђерић: „Нови Сад – песничка престоница: Антологија српских песника од XVIII до XXI века”, (ДНК, Нови Сад, 2021)
- Радомир Андрић / Славица Јовановић: „Велики господин Дунав”, (Прометеј, Нови Сад, 2024)